# 阿尔蒂格 (阿列日省)
阿尔蒂格（法語：Artigues，法語發音：[aʁtiɡ] ⓘ）是法国阿列日省的一个市镇，属于富瓦区。

## 地理
阿尔蒂格（42°43'4"N, 2°4'9"E）面积12.43 平方千米，位于法国奧克西塔尼大區阿列日省，该省份为法国西南部内陆省份，西部和北部与上加龙省接壤，东临奥德省，东南至东比利牛斯省接壤，南与安道尔和西班牙接壤。
与阿尔蒂格接壤的市镇（或旧市镇、城区）包括：米雅内斯、奥尔吕、勒普拉、鲁兹、丰拉比乌斯。

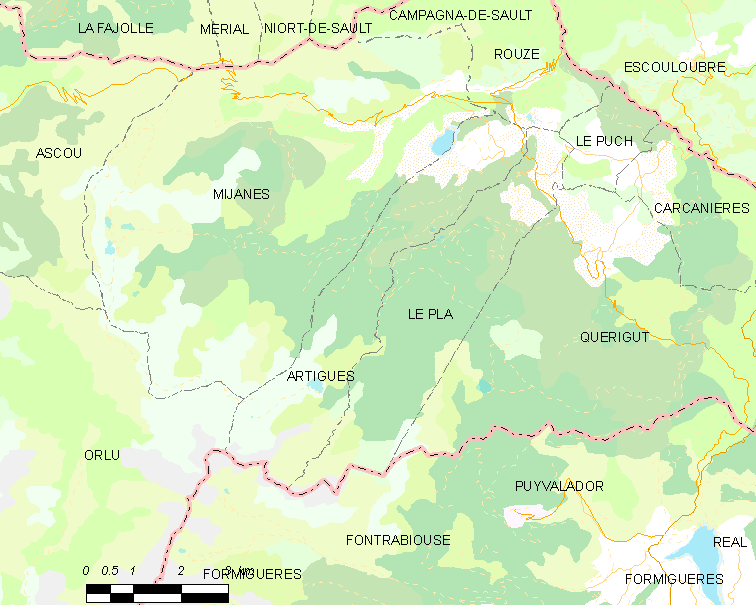
的OSM定位图

阿尔蒂格的时区为UTC+01:00、UTC+02:00（夏令时）。

## 行政
阿尔蒂格的邮政编码为09460，INSEE市镇编码为09020。

## 政治
阿尔蒂格所属的省级选区为上阿列日县。

## 人口

1962-2008年间人口变化图示

阿尔蒂格于2022年1月1日时的人口数量为32人。